# Krapfia polystachya
Krapfia polystachya là một loài thực vật có hoa trong họ Mao lương. Loài này được (Lourteig) Tamura mô tả khoa học đầu tiên năm 1993.